# Scopula toxophora
Scopula toxophora är en fjärilsart som beskrevs av Louis Beethoven Prout 1919. Scopula toxophora ingår i släktet Scopula och familjen mätare. Inga underarter finns listade.